# 花岗镇
花岗镇，是中华人民共和国安徽省合肥市肥西县下辖的一个乡镇级行政单位。

## 行政区划
花岗镇下辖以下地区：
花岗社区、舒安社区、董岗社区、孙集社区、花园社区、芮店社区、七十埠村、青阳村、粉坊村、善岗村、杨湾村、李祠村、叶岗村、过岗村、董岗村、陈岗村、慈山村、童岗村、群光村、蔡冲村、胜利村、大众村、正新村、马塘村、八里村、上堰村、汪堰村、陶店村、河光村、永丰村、大黄村、红堰村、南塘村、业湾村、英塘村、天堰村、张店村、东湾村、西湾村和跨河村。